# Chelidonichthys
Chelidonichthys là một chi cá trong họ Triglidae.

## Các loài
Hiện hành có 05 loài được ghi nhận trong chi này:
- Chelidonichthys capensis (G. Cuvier, 1829) (Cape gurnard)
- Chelidonichthys cuculus (Linnaeus, 1758) (Red gurnard)
- Chelidonichthys gabonensis (Poll & C. Roux, 1955) (Gabon gurnard)
- Chelidonichthys ischyrus D. S. Jordan & W. F. Thompson, 1914
- Chelidonichthys kumu (G. Cuvier, 1829) (Bluefin gurnard)
- Chelidonichthys lucernus (Linnaeus, 1758) (Tub gurnard)
- Chelidonichthys obscurus (Walbaum, 1792) (Longfin gurnard)
- Chelidonichthys queketti (Regan, 1904) (Lesser gurnard)
- Chelidonichthys spinosus (McClelland, 1844) (Spiny red gurnard)